# Satarqueus
Os satarqueus são um antigo povo da Ásia de além Meótida, atual mar de Azove.